# Programmanalyse
Die Programmanalyse beschäftigt sich mit Methoden zur (automatischen) Analyse von Computerprogrammen. 
Die Methoden der Programmanalyse erlauben Programmierern ein besseres Verständnis komplexer Programme, ebenso werden sie in den von Übersetzern und Interpretern genutzten Optimierungsverfahren angewendet. Die Abhängigkeiten zwischen Unterprogrammen anhand Verwendungsnachweis und Aufrufstruktur können ermittelt und in einem statischen Aufrufbaum angezeigt werden. 
Wichtige Methoden sind:
- Abstrakte Interpretation
- Constraint-basierte Analyse
- Datenflussanalyse
- Typ- und Effektsysteme